# Nelson Weidemann
Nelson Jeremias Weidemann (* 25. März 1999 in Berlin) ist ein deutscher Basketballspieler.

## Laufbahn

### Vereinslaufbahn
Weidemann, der im Berliner Ortsteil Wedding aufwuchs und im Prenzlauer Berg zur Schule ging, spielte bis 2015 in der Jugendabteilung des Bundesligisten Alba Berlin und wechselte in der Sommerpause 2015 nach Franken. In der Saison 2015/16 kam er für den Nürnberger BC in fünf Spielen der 2. Bundesliga ProA zum Einsatz und erzielte dabei im Durchschnitt 1,8 Punkte. Hinzu kamen dank einer „Doppellizenz“ Spiele für den Regionalligisten TS Herzogenaurach sowie in der Nürnberger Mannschaft in der Nachwuchs-Basketball-Bundesliga (NBBL).
2016 wechselte Weidemann in den Nachwuchsbereich des FC Bayern München. Er wurde in den erweiterten Kader der Münchener Bundesliga-Mannschaft aufgenommen und sammelte Spielpraxis beim FC Bayern II in der 2. Bundesliga ProB sowie in der NBBL. Im Frühjahr 2017 gewann er mit der FCB-Jugend den deutschen U19-Meistertitel und wurde als bester Spieler des Finalturniers ausgezeichnet.
Zur Saison 2019/20 verlieh ihn der FC Bayern für zwei Jahre an den Bundesliga-Konkurrenten Brose Bamberg. Zudem wurde den Bambergern eine Kaufoption für den Spieler, der bis dahin drei Bundesliga-Kurzeinsätze für München bestritten hatte und meist für die zweite Mannschaft aufgelaufen war, gewährt. Nach einem Jahr verließ er Bamberg und wurde vom FC Bayern erneut verliehen, diesmal an den Bundesligisten BG Göttingen. Ein Jahr später verließ er Göttingen und wurde am 11. Juli 2021 vom FC Bayern München für zwei Jahre an die Niners Chemnitz (Bundesliga) verliehen.
Im Sommer 2023 kehrte er nach München zurück, wurde Mitglied der Bundesligamannschaft des FC Bayern. Weidemann errang mit München in der Saison 2023/24 die deutsche Meisterschaft und den Pokalwettbewerb.
Weidemann nahm während der Sommerpause 2024 ein Vertragsangebot von Ratiopharm Ulm an. Im Oktober 2024 traf er im ersten Duell einer deutschen Mannschaft mit einem Vertreter der US-Liga NBA auf US-amerikanischen Boden auf die Portland Trail Blazers. Weidemann erzielte in dem Freundschaftsspiel sieben Punkte.
In der Saison 2024/25 stand Weidemann mit Ulm in den Endspielen um die deutsche Meisterschaft, verlor dort jedoch knapp gegen seinen früheren Verein, den FC Bayern München.

### Nationalmannschaft
Weidemann nahm mit der deutschen U16-Nationalmannschaft an der Europameisterschaft 2015 teil. Im Frühjahr 2016 gewann er mit der U18-Nationalmannschaft das Albert-Schweitzer-Turnier. Bei der U18-EM 2016 erreichte er mit der Auswahl des Deutschen Basketball Bundes die Vorschlussrunde und errang letztlich den vierten Platz. Im Sommer 2017 gehörte er zur deutschen Mannschaft, die an der U19-Weltmeisterschaft in Ägypten teilnahm, im Sommer 2018 gewann er mit U20 die Bronzemedaille bei der Heim-EM in Chemnitz.
Ins Aufgebot der A-Nationalmannschaft wurde Weidemann im Februar 2023 berufen und im selben Monat in einem WM-Qualifikationsspiel gegen Schweden zum ersten Mal eingesetzt.

## Erfolge und Auszeichnungen

### Als Vereinsspieler
- Deutscher Meister: 2024
- Deutscher Pokalsieger: 2024
- Deutscher U19-Meister: 2017

### Als Nationalspieler
- Sieger Albert-Schweitzer-Turnier: 2016
- Bronze U-20-Basketballeuropameisterschaft: 2018

### Auszeichnungen
- Wertvollster Spieler NBBL-Top4: 2017